# Cecha monogenowa
Cecha monogenowa – cecha fenotypowa warunkowana przez wyłącznie jeden gen (np. barwa kwiatów koniczyny).